# Brève iris
Pitta iris
Espèce
Répartition géographique
Statut de conservation UICN

 LC  : Préoccupation mineure
La Brève iris (Pitta iris) ou Brève arc-en-ciel, est une espèce de passereaux de la famille des Pittidae.

## Description

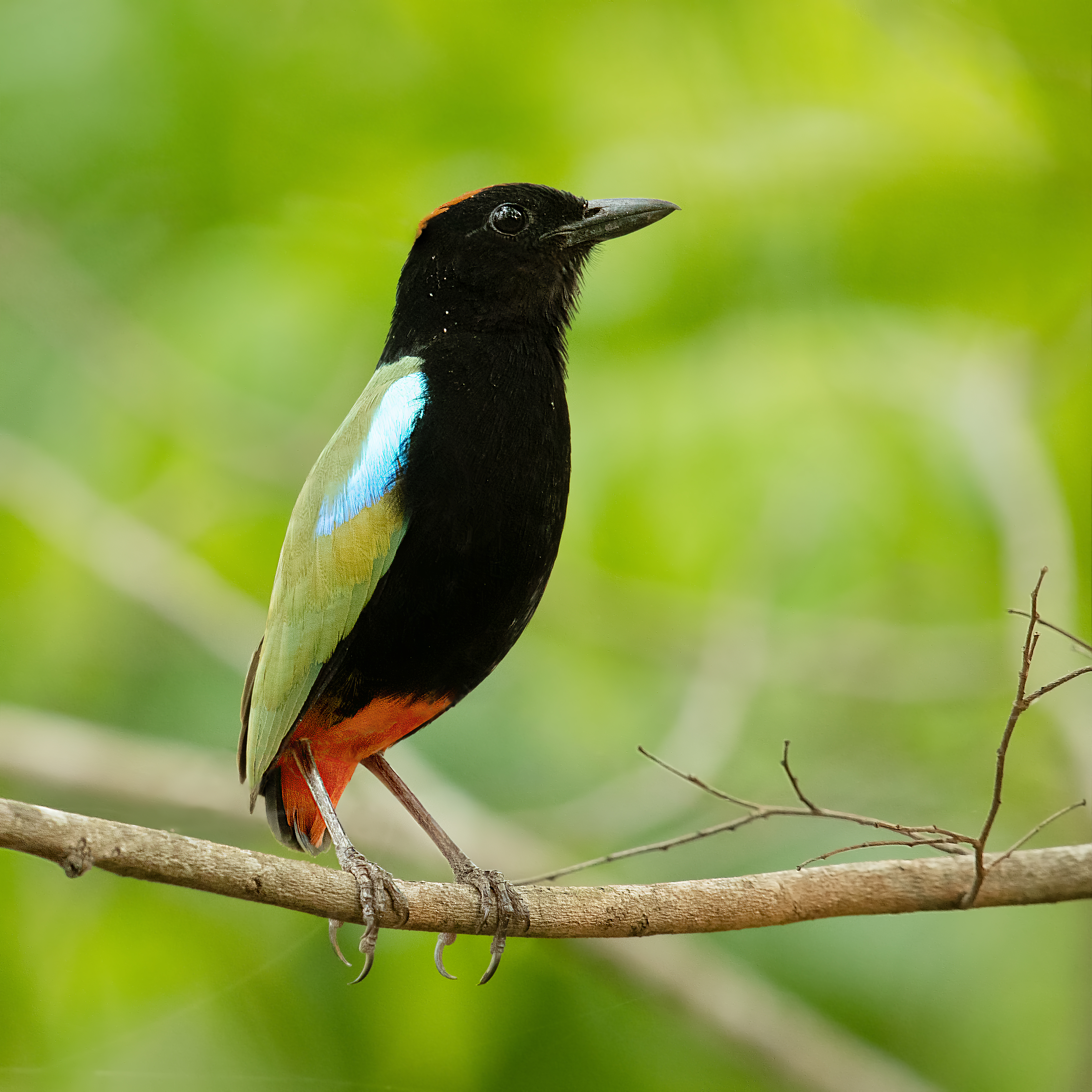
Brève iris

C'est un oiseau avec la tête et les dessous d'un noir velouté, le dos vert, les épaules bleu pâle et la queue vert olive. Il a un bec noir, les pattes roses, les yeux brun et une strie rouge brun de chaque côté de sa couronne. Les deux sexes sont semblables, la femelle étant légèrement plus petite et plus terne que le mâle. Comme les autres Pitta, c'est un oiseau discret et timide.

## Répartition et sous-espèces
D'après Alan P. Peterson, il existe deuxt sous-espèces :
- Pitta iris iris Gould 1842 — Terre d'Arnhem ;
- Pitta iris johnstoneiana Schodde & Mason, IJ 1999 — Kimberley et archipel Bonaparte.

## Habitat
On le trouve le plus souvent dans la forêt de mousson et dans les forêts-galeries et les broussailles de vigne adjacentes, et il est également présent dans les forêts d'eucalyptus, les forêts de bambous, les forêts et broussailles d'écorce de papier, les forêts de Lophostemon et les lisières des forêts de mangroves (mais jamais dans les forêts de mangroves elles-mêmes).
Elle peuple notamment les forêts des genres Melaleuca et Lophostemon.

## Alimentation
Son régime alimentaire se compose principalement d'insectes, d'arthropodes et de petits animaux ainsi que de fruits de Carpentaria acuminata.

## Nidification
La femelle pond de trois à quatre œufs couleur crème avec des taches dans un nid en forme de grand dôme.

## Population et conservation
Localement commun dans toute son aire de répartition limitée, il est considéré comme préoccupation mineure sur la Liste rouge de l'UICN des espèces menacées.